# Brezik (Nova Bukovica)
Brezik es una localidad de Croacia en el municipio de Nova Bukovica, condado de Virovitica-Podravina.

## Geografía
Se encuentra a una altitud de 107 m s. n. m. a 196 km de la capital nacional, Zagreb.

## Demografía
En el censo 2011 el total de población de la localidad fue de 158 habitantes.
| Gráfica de población de Brezik 1857-2011                            |
|                                                                     |
| Según los censos de población de la oficina estadística de Croacia. |